# Eugen Müller
Eugen Müller (Merken/Düren, 21 de junho de 1905 — Tübingen, 26 de julho de 1976) foi um químico alemão.

## Condecorações
- 1975 Medalha Adolf von Baeyer da Sociedade Alemã de Química